# ماريسا مازولا مكمان
ماريسا آن مكمان (ني مازولا) (بالإنجليزية: Marissa Mazzola-McMahon) (4 يوليو 1973) هي منتجة أفلام أمريكية ووكيلة العلاقات العامة السابقة ومقدمة تلفزيونية وهي متزوجه من رجل الأعمال شين مكمان ابن صاحب اتحاد الدبليو دبليو إي فنس مكمان.

## روابط خارجية
- ماريسا مازولا مكمان على موقع IMDb (الإنجليزية)
- ماريسا مازولا مكمان على موقع قاعدة بيانات الفيلم (الإنجليزية)